# 24h Le Mans 1992

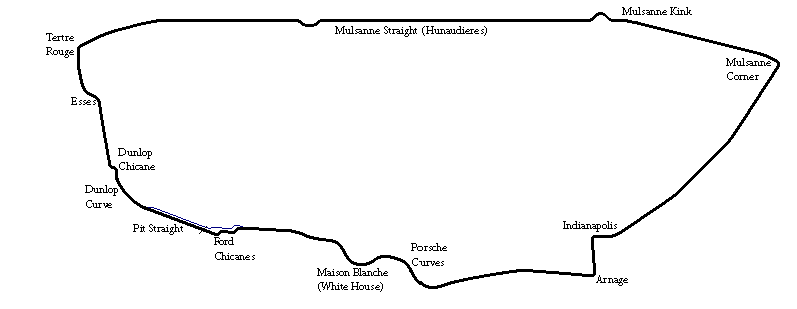
Tor Circuit de la Sarthe

24h Le Mans 1992 – 24–godzinny wyścig rozegrany na torze Circuit de la Sarthe w dniach 20–21 czerwca 1992 roku.

## Wyniki
Źródło: experiencelemans.com
| Poz.  | Klasa | Nr | Zespół                                       | Kierowcy                                                           | Nadwozie                           | Opony | Okr. |
| Poz.  | Klasa | Nr | Zespół                                       | Kierowcy                                                           | Silnik                             | Opony | Okr. |
| ----- | ----- | -- | -------------------------------------------- | ------------------------------------------------------------------ | ---------------------------------- | ----- | ---- |
| 1     | C1    | 1  | Peugeot Talbot Sport                         | Derek Warwick Yannick Dalmas Mark Blundell                         | Peugeot 905 Evo 1B                 | M     | 352  |
| 1     | C1    | 1  | Peugeot Talbot Sport                         | Derek Warwick Yannick Dalmas Mark Blundell                         | Peugeot SA35 3.5L V10              | M     | 352  |
| 2     | C1    | 33 | Toyota Team TOM’s                            | Masanori Sekiya Pierre-Henri Raphanel Kenny Acheson                | Toyota TS010                       | G     | 346  |
| 2     | C1    | 33 | Toyota Team TOM’s                            | Masanori Sekiya Pierre-Henri Raphanel Kenny Acheson                | Toyota RV10 3.5L V10               | G     | 346  |
| 3     | C1    | 2  | Peugeot Talbot Sport                         | Mauro Baldi Philippe Alliot Jean-Pierre Jabouille                  | Peugeot 905 Evo 1B                 | M     | 345  |
| 3     | C1    | 2  | Peugeot Talbot Sport                         | Mauro Baldi Philippe Alliot Jean-Pierre Jabouille                  | Peugeot SA35 3.5L V10              | M     | 345  |
| 4     | C1    | 5  | Mazdaspeed Co. Ltd. Oreca                    | Johnny Herbert Volker Weidler Bertrand Gachot Maurizio Sandro Sala | Mazda MXR-01                       | M     | 336  |
| 4     | C1    | 5  | Mazdaspeed Co. Ltd. Oreca                    | Johnny Herbert Volker Weidler Bertrand Gachot Maurizio Sandro Sala | Mazda (Judd) MV10 3.5L V10         | M     | 336  |
| 5     | C2    | 35 | Trust Racing Team                            | Stefan Johansson George Fouché Steven Andskär                      | Toyota 92C-V                       | D     | 336  |
| 5     | C2    | 35 | Trust Racing Team                            | Stefan Johansson George Fouché Steven Andskär                      | Toyota R36V 3.6L Turbo V8          | D     | 336  |
| 6     | C3    | 54 | Courage Compétition                          | Bob Wollek Henri Pescarolo Jean-Louis Ricci                        | Cougar C28LM                       | G     | 335  |
| 6     | C3    | 54 | Courage Compétition                          | Bob Wollek Henri Pescarolo Jean-Louis Ricci                        | Porsche Type-935 3.0L Turbo Flat-6 | G     | 335  |
| 7     | C3    | 51 | Kremer Porsche Racing                        | Manuel Reuter John Nielsen Giovanni Lavaggi                        | Porsche 962CK6                     | Y     | 334  |
| 7     | C3    | 51 | Kremer Porsche Racing                        | Manuel Reuter John Nielsen Giovanni Lavaggi                        | Porsche Type-935 3.0L Turbo Flat-6 | Y     | 334  |
| 8     | C1    | 8  | Toyota Team TOM’s                            | Jan Lammers Andy Wallace Teo Fabi                                  | Toyota TS010                       | G     | 331  |
| 8     | C1    | 8  | Toyota Team TOM’s                            | Jan Lammers Andy Wallace Teo Fabi                                  | Toyota RV10 3.5L V10               | G     | 331  |
| 9     | C2    | 34 | Toyota Team TOM’s Kitz Racing Team with SARD | Roland Ratzenberger Eje Elgh Eddie Irvine                          | Toyota 92C-V                       | B     | 321  |
| 9     | C2    | 34 | Toyota Team TOM’s Kitz Racing Team with SARD | Roland Ratzenberger Eje Elgh Eddie Irvine                          | Toyota R36V 3.6L Turbo V8          | B     | 321  |
| 10    | C3    | 67 | Obermaier Racing GmbH                        | Otto Altenbach Jürgen Lässig Pierre Yver                           | Porsche 962C                       | G     | 297  |
| 10    | C3    | 67 | Obermaier Racing GmbH                        | Otto Altenbach Jürgen Lässig Pierre Yver                           | Porsche Type-935 3.0L Turbo Flat-6 | G     | 297  |
| 11    | C3    | 52 | Kremer Porsche Racing                        | Robin Donovan Charles Rickett Almo Coppelli                        | Porsche 962CK6                     | Y     | 297  |
| 11    | C3    | 52 | Kremer Porsche Racing                        | Robin Donovan Charles Rickett Almo Coppelli                        | Porsche Type-935 3.0L Turbo Flat-6 | Y     | 297  |
| 12    | C3    | 53 | ADA Engineering                              | Derek Bell Justin Bell Tiff Needell                                | Porsche 962C GTi                   | G     | 284  |
| 12    | C3    | 53 | ADA Engineering                              | Derek Bell Justin Bell Tiff Needell                                | Porsche Type-935 3.0L Turbo Flat-6 | G     | 284  |
| 13    | C1    | 4  | Euro Racing                                  | Heinz-Harald Frentzen Charles Zwolsman Shunji Kasuya               | Lola T92/10                        | M     | 271  |
| 13    | C1    | 4  | Euro Racing                                  | Heinz-Harald Frentzen Charles Zwolsman Shunji Kasuya               | Judd GV10 3.5L V10                 | M     | 271  |
| 14    | C1    | 22 | Chamberlain Engineering                      | Ferdinand de Lesseps Richard Piper Olindo Iacobelli                | Spice SE89C                        | G     | 258  |
| 14    | C1    | 22 | Chamberlain Engineering                      | Ferdinand de Lesseps Richard Piper Olindo Iacobelli                | Ford Cosworth DFZ 3.5L V8          | G     | 258  |
| 15 NS | C1    | 36 | Chamberlain Engineering                      | Jun Harada Kenta Shimamura Tomiko Yoshikawa                        | Spice SE89C                        | G     | 160  |
| 15 NS | C1    | 36 | Chamberlain Engineering                      | Jun Harada Kenta Shimamura Tomiko Yoshikawa                        | Ford Cosworth DFZ 3.5L V8          | G     | 160  |
| 16 NS | C4    | 66 | Eric Bellefroid Ren Car                      | Walter Breuer Marc Alexandre Frank de Vita                         | Orion LM                           | M     | 78   |
| 16 NS | C4    | 66 | Eric Bellefroid Ren Car                      | Walter Breuer Marc Alexandre Frank de Vita                         | Peugeot 1.9L I4                    | M     | 78   |
| 17 NU | C1    | 31 | Peugeot Talbot Sport                         | Karl Wendlinger Eric van de Poele Alain Ferté                      | Peugeot 905 Evo 1B                 | M     | 208  |
| 17 NU | C1    | 31 | Peugeot Talbot Sport                         | Karl Wendlinger Eric van de Poele Alain Ferté                      | Peugeot SA35 3.5L V10              | M     | 208  |
| 18 NU | C1    | 7  | Toyota Team TOM’s                            | Geoff Lees David Brabham Ukyō Katayama                             | Toyota TS010                       | G     | 192  |
| 18 NU | C1    | 7  | Toyota Team TOM’s                            | Geoff Lees David Brabham Ukyō Katayama                             | Toyota RV10 3.5L V10               | G     | 192  |
| 19 NU | C1    | 21 | Action Formula                               | Luigi Taverna Alessandro Gini John Sheldon                         | Spice SE90C                        | G     | 150  |
| 19 NU | C1    | 21 | Action Formula                               | Luigi Taverna Alessandro Gini John Sheldon                         | Ford Cosworth DFZ 3.5L V8          | G     | 150  |
| 20 NU | C3    | 56 | Courage Compétition                          | Tomás Saldaña Denis Morin Jean-François Yvon                       | Cougar C28LM                       | G     | 142  |
| 20 NU | C3    | 56 | Courage Compétition                          | Tomás Saldaña Denis Morin Jean-François Yvon                       | Porsche Type-935 3.0L Turbo Flat-6 | G     | 142  |
| 21 NU | C1    | 6  | Mazdaspeed Co. Ltd. Oreca                    | Maurizio Sandro Sala Takashi Yorino Yōjirō Terada                  | Mazda MXR-01                       | M     | 124  |
| 21 NU | C1    | 6  | Mazdaspeed Co. Ltd. Oreca                    | Maurizio Sandro Sala Takashi Yorino Yōjirō Terada                  | Mazda (Judd) MV10 3.5L V10         | M     | 124  |
| 22 NU | C1    | 29 | Team S.C.I.                                  | Ranieri Randaccio Vito Veninata Stefano Sebastiani                 | Tiga GC288                         | G     | 101  |
| 22 NU | C1    | 29 | Team S.C.I.                                  | Ranieri Randaccio Vito Veninata Stefano Sebastiani                 | Ford Cosworth DFL 3.3L V8          | G     | 101  |
| 23 NU | C3    | 68 | Equipe Alméras-Chotard                       | Jean-Marie Alméras Jacques Alméras Max Cohen-Olivar                | Porsche 962C                       | G     | 85   |
| 23 NU | C3    | 68 | Equipe Alméras-Chotard                       | Jean-Marie Alméras Jacques Alméras Max Cohen-Olivar                | Porsche Type-935 3.0L Turbo Flat-6 | G     | 85   |
| 24 NU | C3    | 55 | Courage Compétition                          | Pascal Fabre Lionel Robert Marco Brand                             | Cougar C28LM                       | G     | 77   |
| 24 NU | C3    | 55 | Courage Compétition                          | Pascal Fabre Lionel Robert Marco Brand                             | Porsche Type-935 3.0L Turbo Flat-6 | G     | 77   |
| 25 NU | C1    | 3  | Euro Racing                                  | Jesús Pareja Cor Euser Charles Zwolsman                            | Lola T92/10                        | M     | 50   |
| 25 NU | C1    | 3  | Euro Racing                                  | Jesús Pareja Cor Euser Charles Zwolsman                            | Judd GV10 3.5L V10                 | M     | 50   |
| 26 NU | C4    | 58 | Welter Racing                                | Patrick Gonin Didier Artzet Pierre Petit                           | WR LM92                            | M     | 42   |
| 26 NU | C4    | 58 | Welter Racing                                | Patrick Gonin Didier Artzet Pierre Petit                           | Peugeot 1.9L I4                    | M     | 42   |
| 27 NU | C4    | 61 | Didier Bonnet Autoracing                     | Didier Bonnet Gérard Tremblay Jacques Heuclin                      | Debora SP92                        | P     | 25   |
| 27 NU | C4    | 61 | Didier Bonnet Autoracing                     | Didier Bonnet Gérard Tremblay Jacques Heuclin                      | Alfa Romeo 3.0L V6                 | P     | 25   |
| 28 NU | C1    | 9  | British Racing Motors                        | Wayne Taylor Harri Toivonen Richard Jones                          | BRM P351                           | G     | 20   |
| 28 NU | C1    | 9  | British Racing Motors                        | Wayne Taylor Harri Toivonen Richard Jones                          | BRM (Weslake) 3.5L V12             | G     | 20   |
| NW    | C1    | 30 | TDR Spice Racing                             | Chris Hodgetts François Migault Thierry Lecerf                     | Spice SE90C                        | ?     | -    |
| NW    | C1    | 30 | TDR Spice Racing                             | Chris Hodgetts François Migault Thierry Lecerf                     | Ford Cosworth DFZ 3.5 V8           | ?     | -    |
| NZ    | C2    | 60 | Team MP Racing                               | Marc Pachot Raymond Touroul Didier Cadarec                         | ALD C289                           | M     | -    |
| NZ    | C2    | 60 | Team MP Racing                               | Marc Pachot Raymond Touroul Didier Cadarec                         | Peugeot PRV 3.0L V6                | M     | -    |